# Dominique Moceanu
Dominique Moceanu, född 30 september 1981 i Hollywood, är en amerikansk sportgymnast. Med USA tog hon olympiskt lagguld 1996 i Atlanta, 14 år gammal.